# Oradour, ne m'oublie pas
Pour plus de détails, voir Fiche technique et Distribution.
Oradour, ne m'oublie pas est un téléfilm franco-belge réalisé par Pierre Aknine d'après un scénario de Pierre Aknine et Sophie Lebarbier.
Cette fiction dramatique est une coproduction de Making Prod, M2THEP Entertainment, TF1, BeHive Production et Sequel Prod.

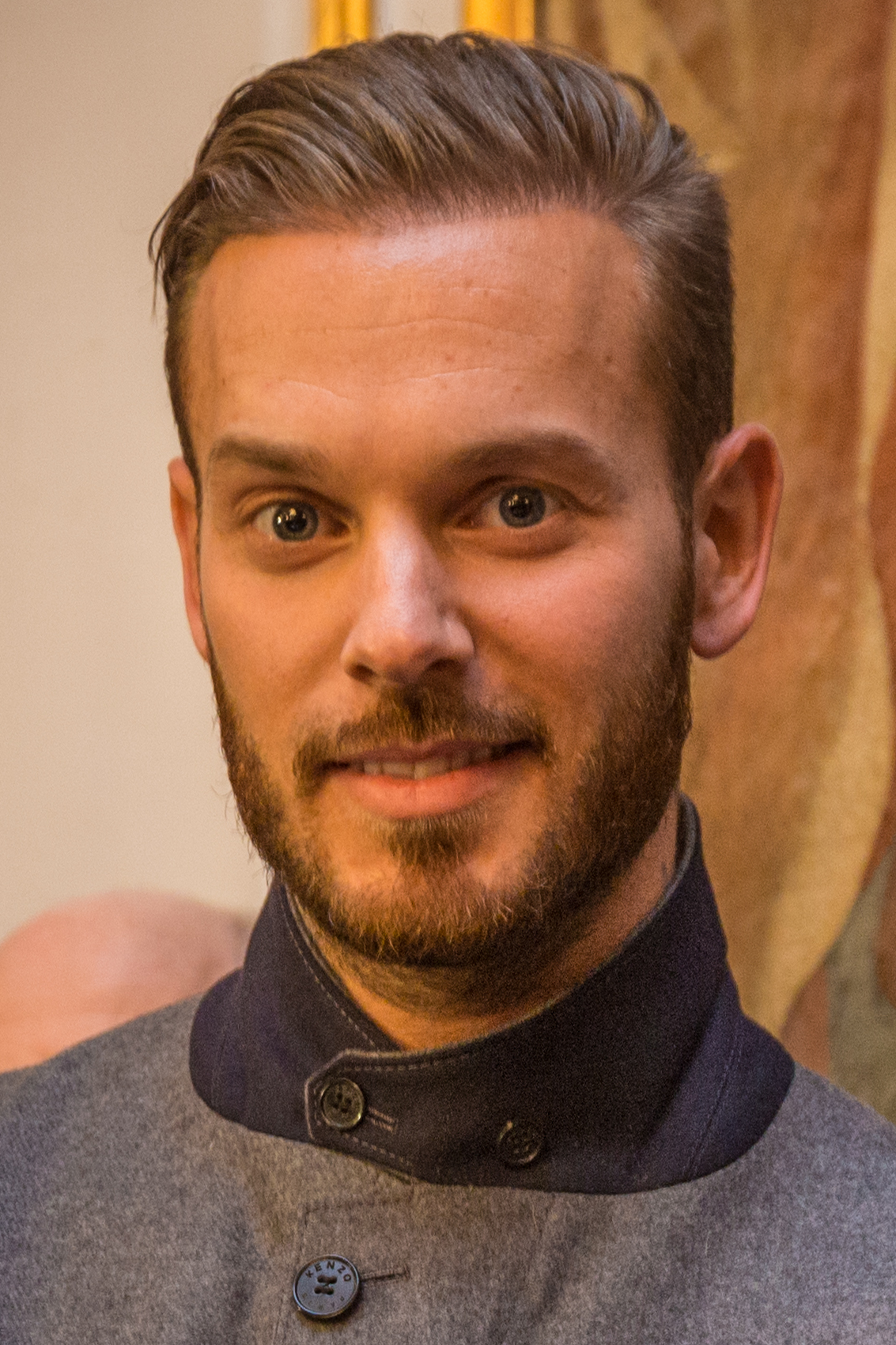
Matt Pokora.

## Fiche technique
Sauf indication contraire, les informations mentionnées dans cette section peuvent être confirmées par les bases de données cinématographiques  présentes dans la section « Liens externes ».
- Titre français : Oradour, ne m'oublie pas
- Réalisation : Pierre Aknine
- Scénario : Pierre Aknine et Sophie Lebarbier[1]
- Photographie : Daniel Sauvé[2]
- Production : Stéphane Drouet et Thierry Saïd
- Sociétés de production : Making Prod, M2THEP Entertainment, TF1, BeHive Production et Sequel Prod[1]
- Pays de production :  France /  Belgique
- Langue originale : français
- Format : couleur
- Genre : Drame
- Durée : 90 minutes
- Dates de première diffusion :

## Distribution
- Matt Pokora : Philippe Gerbier, officier des Forces Françaises Libres
- Caroline Anglade : Marie
- Chloé Stefani :
- Giulia Sagnier :

## Production

### Genèse
Le chanteur Matt Pokora est à l'origine du projet : il s'est rendu à titre personnel en 2022 à Oradour-sur-Glane, village martyr du Limousin, et a rencontré Robert Hébras, l'un des rares rescapés de la tuerie, ainsi que et sa petite fille Agathe Hébras,,.

Matt Pokora explique sur son compte Instagram : 

« En 2019, je suis tombé par hasard sur un documentaire sur le massacre d'Oradour-Sur-Glane. Je me souvenais (trop) vaguement de ce récit abordé à l'école. Ensuite j'ai voulu en apprendre plus pour essayer de comprendre comment un drame si bouleversant avait pu arriver. Et plus j'avançais dans mes recherches et plus l'idée d'en faire un film devenait une évidence. Plus j'en parlais autour de moi et plus je m'apercevais à quel point cette histoire tragique était en partie oubliée ou peu connue surtout des nouvelles générations. Alors, en septembre 2022, je suis rentré en contact avec Robert Hébras, le dernier survivant du massacre, et sa petite fille Agathe, pour leur parler de ce projet de film. J'ai pu me rendre au village martyr pour pouvoir me replonger dans la véritable histoire, minute par minute, grâce à Robert et Agathe Hébras, qui ont su prendre le temps et trouver les mots justes pour me faire revenir près de 80 ans en arrière. C'était intense et bouleversant. Robert nous a quittés quelques mois après, alors je mesure la chance d'avoir pu partager l'un des moments les plus intenses de ma vie avec ce Monsieur... Dans cette période si contrariée, Oradour-sur-Glane résonne comme une histoire sans fin. Il y a des projets qui changent un homme, qui changent une vie... Celui là en fait partie. J'ai fait une promesse pour que l'on n'oublie pas, jamais… Le tournage de Oradour, ne m'oublie pas a commencé… »

Le Centre de la mémoire d'Oradour-sur-Glane, l'Association Nationale des Familles des Martyrs d'Oradour-sur-Glane et le département de la Haute-Vienne disent n'avoir pas été prévenus de la réalisation du téléfilm : ces organisations mettent l'accent sur le fait qu'il n'y avait pas de résistants à Oradour-sur-Glane et ne souhaitent pas que le contraire soit affirmé dans le téléfilm. Le maire d'Oradour déclare  également qu'il ignorait le projet de fiction ainsi que son contenu.
Le président de l'Association nationale des familles des martyrs d'Oradour-sur-Glane craint que le scénario ne mette les faits historiques de côté pour laisser place à la romance et regrette que le tournage n'ait pas lieu sur le site historique et que la production ne soit pas entrée en contact avec la commune.
Matt Pokora incarne un résistant "parachuté près d'Oradour-sur-Glane" comme l'indique TF1 dans un communiqué, mais ce personnage ainsi que le projet de téléfilm font polémique dans le village dont certains habitants interrogés par le journal Le Parisien déclarent : « La Résistance, il n'y en a jamais eu à Oradour. Or des révisionnistes, justement, utilisent l'argument d'une présence de la Résistance pour expliquer ce massacre. Il faut donc faire très attention. ».
Agathe Hébras, la petite fille de Robert Hébras, espère « que le grand public découvre le massacre d'Oradour-sur-Glane et s'en saisisse pour servir le devoir de mémoire ».

### Développement
Le téléfilm est une coproduction de Making Prod, M2THEP Entertainment, TF1, BeHive Production et Sequel Prod.
Le scénario est de Pierre Aknine et Sophie Lebarbier, et la réalisation est assurée par Pierre Aknine.
Le film est produit par Stéphane Drouet et Thierry Saïd pour Making Prod.

### Tournage
Le tournage se déroule à partir du 30 juin 2025 en Belgique,.